# Kozlov-Dreizehenzwergspringmaus
Die Kozlov-Dreizehenzwergspringmaus oder Koslows Zwergspringmaus (Salpingotus kozlovi) ist eine Nagetierart aus der Gattung der Dreizehen-Zwergspringmäuse (Salpingotus). Sie kommt im Nordwesten Chinas sowie in der Mongolei vor. Die Kozlov-Dreizehenzwergspringmaus ist nach dem russischen Entdecker Pjotr Koslow benannt.

## Merkmale
Die Kozlov-Dreizehenzwergspringmaus erreicht eine Kopf-Rumpf-Länge von 4,3 bis 5,6 Zentimetern und besitzt einen Schwanz von 11,0 bis 12,6 Zentimetern Länge. Die Tiere werden 7 bis 12 Gramm schwer. Die Hinterfußlänge beträgt 24 bis 27 Millimeter, die Ohrlänge 9 bis 12 Millimeter. Das Rückenfell ist seidig hell sandgelb mit grauer Einwaschung gefärbt, die Körperseiten sind heller und die Bauchseite ist weiß bis gelblich weiß. Der Kopf ist weniger grau als der Rücken. Der Schwanz ist im vorderen Viertel verdickt. Er ist mit einzelnen langen Haaren bedeckt, zum Schwanzende bilden diese eine Quaste. Die Füße besitzen einen bürstenartigen Ballen aus harten Borsten nahe den Zehen.
| 1 | · | 0 | · | 1 | · | 3 | = 18 |
| 1 | · | 0 | · | 0 | · | 3 | = 18 |

Der Schädel hat eine Gesamtlänge von 22 bis 28 Millimetern. Er ist kurz gebaut. Der Jochbogen ist vollständig ausgebildet, im mittleren Teil weist ein Ast nach hinten und endet seitlich betrachtet vor der Augenhöhle. Die Paukenblasen sind groß ausgebildet und reichen bis weit hinter das Hinterhauptbein. Wie alle Springmäuse besitzen die Tiere im Oberkiefer pro Hälfte einen zu einem Nagezahn ausgebildeten Schneidezahn (Incisivus), dem eine Zahnlücke (Diastema) folgt. Hierauf folgen ein Prämolar und drei Molare. Im Unterkiefer besitzen die Tiere dagegen keinen Prämolar. Insgesamt verfügen die Tiere damit über ein Gebiss aus 18 Zähnen.

## Verbreitung
Die Kozlov-Dreizehenzwergspringmaus kommt im Nordwesten Chinas sowie in der Mongolei vor. In der Volksrepublik China ist sie im Norden und Süden von Xinjiang, dem Westen der Inneren Mongolei, Ningxia und dem Nordwesten von Gansu und Shaanxi nachgewiesen. In der Mongolei kommt sie in der Trans-Altai-Gobi, der Alashani-Gobi und der östlichen Gobi vor.

## Lebensweise
Die Kozlov-Dreizehenzwergspringmaus lebt in trockenen und sandigen Regionen mit einer Vegetation aus Tamarisken und Saxaul. Die Art ernährt sich vor allem von grünen Pflanzenteilen und Samen, sie frisst jedoch auch Insekten. Die Tiere sind nachtaktiv, seltener auch dämmerungsaktiv. Die Fortpflanzungszeit liegt im April bis Mai, die Weibchen bekommen einen Wurf mit drei bis fünf Jungtieren.

## Systematik
Die Kozlov-Dreizehenzwergspringmaus wird als eigenständige Art innerhalb der Gattung der Dreizehen-Zwergspringmäuse (Salpingotus) eingeordnet, die aus sechs Arten besteht. Die wissenschaftliche Erstbeschreibung stammt von Boris Winogradow aus dem Jahr 1922, der die Art anhand von Individuen aus der Region um Chara-Choto in der Gobi der Inneren Mongolei beschrieb. Er benannte die Art nach dem russischen Entdecker Pjotr Koslow, der die Ruine Chara-Choto bei der Mongolei-Sichuan-Expedition 1908–1909 ausgegraben hatte.

## Status, Bedrohung und Schutz
Die Kozlov-Dreizehenzwergspringmaus wird von der International Union for Conservation of Nature and Natural Resources (IUCN) als nicht gefährdet (least concern) eingestuft. Begründet wird dies durch das verhältnismäßig große Verbreitungsgebiet, die angenommen großen Bestände und das Vorkommen in mehreren geschützten Gebieten.

## Belege
1. 1 2 3 4 5 6 7 8 9 10  Andrew T. Smith: Kozlov's Pygmy Jerboa. In: Andrew T. Smith, Yan Xie: A Guide to the Mammals of China. Princeton University Press, Princeton NJ 2008, ISBN 978-0-691-09984-2, S. 204.
2. ↑  Andrew T. Smith: Mongolian Five-Toad Jerboa. In: Andrew T. Smith, Yan Xie: A Guide to the Mammals of China. Princeton University Press, Princeton NJ 2008, ISBN 978-0-691-09984-2, S. 201–202.
3. 1 2 3 4  Salpingotus kozlovi in der Roten Liste gefährdeter Arten der IUCN 2014.3. Eingestellt von: N. Batsaikhan, D. Avirmed, D. Tinnin, A.T. Smith, 2008. Abgerufen am 23. Dezember 2015.
4. ↑  Salpingotus (Salpingotus) kozlovi (Memento des Originals vom 23. Dezember 2015 im Internet Archive)  Info: Der Archivlink wurde automatisch eingesetzt und noch nicht geprüft. Bitte prüfe Original- und Archivlink gemäß Anleitung und entferne dann diesen Hinweis.. In: Don E. Wilson, DeeAnn M. Reeder (Hrsg.): Mammal Species of the World. A taxonomic and geographic Reference. 2 Bände. 3. Auflage. Johns Hopkins University Press, Baltimore MD 2005, ISBN 0-8018-8221-4.
5. ↑  Bo Beolens, Michael Watkins, Michael Grayson: The Eponym Dictionary of Mammals. Johns Hopkins University Press, Baltimore 2009, ISBN 978-0-8018-9304-9, S. 229. (Google Books)
6. ↑  Р.К. Kozlov’s Mongolia and Sichuan Expedition (1907-1909): the Discovery of Khara-Khoto